# Säyhtee
Säyhtee är en sjö i kommunen Orimattila i landskapet Päijänne-Tavastland i Finland. Sjön ligger 39,8 meter över havet. Den är 12,29 meter djup. Arean är 2,07 kvadratkilometer och strandlinjen är 7,73 kilometer lång. Sjön  ingår i Forsby å huvudavrinningsområde.   Den ligger omkring 33 km sydöst om Lahtis och omkring 89 km nordöst om Helsingfors. 
Sydväst om Säyhtee ligger Artsjö kyrkoby. 